# Joachim Unseld
Joachim Unseld (* 20. September 1953 in Frankfurt am Main) ist ein deutscher Verleger und Übersetzer. Nachdem er sich mit seinem Vater, Siegfried Unseld, beim Suhrkamp Verlag überworfen hatte, übernahm er 1994 die Frankfurter Verlagsanstalt, die er seither leitet.

## Leben
Der Sohn von Siegfried und Hildegard Unseld machte nach dem Abitur an der Odenwaldschule eine Verlagslehre im Suhrkamp Verlag, den sein Vater leitete. Im Anschluss studierte er Germanistik, Soziologie und Philosophie in München, Paris und Berlin. 1979 artikulierte er seinen Berufswunsch Fotograf, später machte er Fotografien von Autoren. 1981 wurde er an der Technischen Universität Berlin bei Walter Höllerer und Norbert Miller mit einer Arbeit über Franz Kafka und dessen verschiedene Verleger zu seinen Lebzeiten promoviert. Für je ein Jahr arbeitete er für die Verlage Gallimard in Paris (1978) und Farrar, Straus and Giroux in New York (1981/82).
Ab Januar 1983 übernahm er als designierter Nachfolger seines Vaters die Funktion als geschäftsführender Gesellschafter der Verlage Suhrkamp und Insel. Zunächst war er zuständig für die Abteilung Verkauf, später leitete er übergreifend die Programmarbeit für die Bereiche spanischsprachige, französische und insbesondere die jüngere deutschsprachige Literatur. Von 1988 bis 1991 fungierte er neben Siegfried Unseld als gleichberechtigter Verleger der Verlage Suhrkamp und Insel und war insbesondere verantwortlich für jüngere deutschsprachige Literatur sowie die Reihen edition suhrkamp und suhrkamp taschenbücher. Ab Oktober 1990 kam es zum Streit zwischen Siegfried und Joachim Unseld. Im Sommer 1991 schied er in seiner Funktion als Geschäftsführer aus den Verlagen aus, behielt aber weiterhin 20 % der Gesellschaftsanteile.
1991/92 hielt er sich ein Jahr lang in Los Angeles auf, entwickelte dort Kontakte zur Filmindustrie, nahm ein Malprojekt aus Jugendtagen wieder auf und gründete seinen eigenen Verlag, den Unseld-Verlag.
Am 1. Oktober 1994 übernahm Joachim Unseld die Frankfurter Verlagsanstalt (FVA). Seitdem arbeitet er als Verleger und alleiniger Gesellschafter der FVA in Frankfurt. Zur Frankfurter Buchmesse 1995 erschien das erste Programm.
Mitte November 2009 verkaufte Unseld seine Suhrkamp-Unternehmensanteile den Mitgesellschaftern, je zur Hälfte der Medienholding AG Winterthur und der Siegfried und Ulla Unseld Familienstiftung. Damit endet auch sein längerer Widerstand gegen den Umzug des Suhrkamp Verlages nach Berlin.
Joachim Unseld lebt in Frankfurt. Er bekleidete von 2003 bis 2011 das Ehrenamt als Vorsitzender des Vorstands der Arbeitsgemeinschaft Deutscher Publikumsverlage, ist seit 2009 1. Vorsitzender des Vorstands des Literaturhauses Frankfurt am Main e. V., seit 2016 Vorsitzender des Vorstands der Stiftung Buchkunst, Mitglied im PEN-Zentrum Deutschland, im Kuratorium des Deutschen Literaturfonds, im Kuratorium Städelschule Portikus e. V., der Akademie Deutscher Buchpreis und der Kommission der Carl-Zuckmayer-Medaille und Mitgründer des PEN Berlin.
Für 2013 war er Mitglied des Rates Hessen für Europa. Zusammen mit dem Schriftsteller Bodo Kirchhoff entwickelte Unseld mit der Stadt Frankfurt im Jahr 2003 Konzept und Richtlinien für den "Deutschen Literaturpreis", den späteren Deutschen Buchpreis.
2023 wurde Joachim Unseld mit dem Hessischen Verdienstorden ausgezeichnet.
Im April 2025 wurde Joachim Unseld zum Offizier des Ordre des Arts et des Lettres für sein Engagement um französischsprachige Literatur in Deutschland ernannt.

## Veröffentlichungen
- Franz Kafka – Ein Schriftstellerleben. Die Geschichte seiner Veröffentlichungen. München 1982.
- Als Hrsg.: Franz Kafka. Brief an den Vater (Faksimile). Hamburg 1986.
- Als Hrsg.: Franz Kafka, Brief an den Vater (Faksimile, Transkription, Nachwort des Hrsg.). Zürich 2019, ISBN 978-3-311-23000-7
- Als Hrsg. mit Lutz Hagestedt: Literatur als Passion – Zum Werk von Ernst-Wilhelm Händler. Frankfurt am Main 2006.
- Mitarbeit an der Historisch-Kritischen Franz Kafka-Ausgabe des Verlages Stroemfeld/Roter Stern.
- Warum müssen wir träumen? Mit einem Nachwort von Wolf Singer, Frankfurt am Main 2022, ISBN 978-3-627-00305-0

### Übersetzungen
- Jean-Philippe Toussaint: Das Badezimmer. Frankfurt am Main 2004, ISBN 3-627-00119-2.
- Jean-Philippe Toussaint: Das Badezimmer. Mit einem Nachwort von Joachim Unseld, Frankfurt am Main 2020, ISBN 978-3-627-00281-7.
  - Rezension: Die Übersetzung als Hommage an den Autor. Stefanie Hattel über die Übersetzung. ReLÜ, Rezensionszeitschrift, 1, 2005
- Jean-Philippe Toussaint: Der Photoapparat. Frankfurt am Main 1991; wieder 2005, ISBN 3-627-00128-1.
  - Rezension: Das Leben, zweite Auflage. Ein keimfreier Roman. Von Ludger Jorißen in die tageszeitung, 23.03.1991, S. 13.
- Jean-Philippe Toussaint: Fliehen. Frankfurt am Main 2007, ISBN 978-3-627-00133-9.
- Jean-Philippe Toussaint: Zidanes Melancholie. Frankfurt am Main 2007, ISBN 978-3-627-00141-4.
- Jean-Philippe Toussaint: Die Wahrheit über Marie. Frankfurt am Main 2010, ISBN 978-2-627-00267-4.
- Jean-Philippe Toussaint: Die Dringlichkeit und die Geduld. Frankfurt am Main 2012, ISBN 978-3-627-00186-5.
- Jean-Philippe Toussaint: Nackt. Frankfurt am Main 2014, ISBN 978-3-627-00202-2.
- Jean-Philippe Toussaint: Fußball. Frankfurt am Main 2016, ISBN 978-3-627-00227-5.
- Jean-Philippe Toussaint: MMMM. (mit Bernd Schwibs). Frankfurt am Main 2017, ISBN 978-3-627-00240-4.
- Jean-Philippe Toussaint: Der USB-Stick. Frankfurt am Main 2019, ISBN 978-3-627-00273-2.
- Jean-Philippe Toussaint: Die Gefühle. Frankfurt am Main 2021, ISBN 978-3-627-00287-9.
- Jean-Philippe Toussaint: Das Verschwinden der Landschaft. Frankfurt am Main 2022, ISBN 978-3-627-00304-3.
- Jean-Philippe Toussaint: Das Schachbrett. Frankfurt am Main 2024, ISBN 978-3-627-00318-0.